# Banibangou
Banibangou este o comună rurală din departamentul Ouallam, regiunea Tillabéri, Niger, cu o populație de 40.351 de locuitori (2001).